# Caduta angeli
Caduta angeli è la sedicesima storia a fumetti di Valentina, celebre personaggio creato da Guido Crepax. Ambientata a Venezia, vede il ritorno di Arno, amante di Valentina nelle prima storie.

## Trama
La vicenda si apre a Venezia con la statua di un angelo che si stacca da una chiesa e ferisce una persona. Contemporaneamente, Valentina, alterata dall'alcol, cade in acqua mentre sale su una barca con Arno e i suoi amici, venendo ritrovata riversa sui gradini della riva opposta del canale. Valentina non ricorda nulla dell'accaduto e Arno la riaccompagna a casa. Quella notte, Valentina ha un sogno vivido e angosciante: sta per partire con Philip ma si dimentica il figlio Mattia a casa; tornata a casa, trova solo una bambola.
La mattina seguente, Valentina e Arno si svegliano tardi. Durante il bagno, Valentina scopre dei segni simili a ventose di piovra sul suo fianco. Avendo lasciato la sua valigia in albergo, Arno le presta dei vestiti di una sua amica e le confida il suo desiderio di girare un film sulla decadenza di Venezia. Poco dopo, un altro angelo cade, ferendo una ragazza. Arno porta Valentina nello studio del signor Marcora, anch'egli fotografo. Curiosa, Valentina apre una porta e cade nuovamente in acqua, sentendosi toccata da qualcosa. Marcora le spiega che quella stanza si allaga durante l'acqua alta. Una volta fuori dall'acqua, Valentina scopre altri segni sulla gamba. Osservando delle vecchie lastre fotografiche scattate dal padre di Marcora nel 1926, Valentina riconosce il volto di un Sotterraneo.
Il giorno dopo, Valentina assiste alla caduta di un'altra statua su una persona. Subito dopo, vede una donna vestita esattamente come lei il giorno precedente e inizia a seguirla. La segue fino a un pozzo in cui trova un angelo caduto, ma della donna non c'è traccia. Tornando indietro, Valentina finisce di nuovo in acqua e viene trascinata via da qualcosa. Si ritrova in un luogo circondato dalle statue degli angeli caduti, dove incontra Marcora. Lui le spiega che si trova nel luogo dove vengono effettuate le riparazioni e le chiede di restituirgli la lastra che Valentina aveva preso di nascosto. Tornata a casa, Valentina e Arno condividono un momento di intimità. Poco dopo, Valentina sogna di fare il bagno nella laguna con Arno, per poi essere abbandonata.
La mattina seguente, Arno legge sul giornale che Marcora è morto, schiacciato da una statua. Valentina sente un forte bisogno di tornare a casa. Nonostante i bei momenti trascorsi con Arno, lo saluta e parte, lasciando Venezia.

## Personaggi

### Valentina Rosselli
Fotografa milanese, va a Venezia per rivedere Arno dopo tanti anni.

### Arno Treves
Regista veneziano e amante di Valentina nelle prime storie (La discesa, Valentina perduta nel paese dei sovieti, Valentina con gli stivali). Compare in questa storia dopo diversi anni di assenza. Vuole realizzare un film sulla decadenza di Venezia, ma Valentina ha poca fiducia in lui.

### Marcora
Misterioso fotografo che possiede una vecchia foto di un Sotterraneo. Muore improvvisamente alla fine della storia.

## Pubblicazioni
- panta linus agosto 1973[2]
- Milano Libri (Diario di Valentina) ottobre 1975
- RCS (Volume 6) 2007
- Salani (Relazioni pericolose) 2010
- Mondadori (Volume 24) 2015